# Liang Xiaoyu
Liang Xiaoyu (* 11. Januar 1996 in Nanjing) ist eine singapurische Badmintonspielerin. 

## Karriere
Liang Xiaoyu nahm 2011 an den Badminton-Juniorenweltmeisterschaft teil. Im gleichen Jahr startete sie auch erstmals bei der Singapur Super Series. Im Folgejahr stand sie erneut im Hauptfeld der Singapur Super Series und nahm an den Juniorenasienmeisterschaften und den Juniorenweltmeisterschaften teil. 2012 repräsentierte sie auch als Nationalspielerin ihre Heimat im Uber Cup. Bei den Malaysia International 2012 belegte sie Rang zwei im Dameneinzel. National wurde sie 2012 erstmals Meisterin in Singapur.